# 1982-es Formula–1 belga nagydíj
A belga nagydíj volt az 1982-es Formula–1 világbajnokság ötödik futama.

## Futam
Zolderben a két ferraris versenyző egymás ellen harcolva minél jobb időt akart futni. Az utolsó edzés utolsó perceiben Gilles Villeneuve az egyik kanyar után utolérte Jochen Masst, jobb első kereke ütközött a March hátsó kerekével, a Ferrari körülbelül 220 kilométeres sebességgel a levegőbe ugrott, majd megperdülve orral a földbe csapódott. Villeneuve az ülésével együtt kiszakadt belőle és az út túloldalán lévő védőhálóba vágódott. A kórházba szállítás közben a kanadai versenyző meghalt a mentőben. A Ferrari Pironit sem indította a másnapi versenyen.
| Hely    | #  | Versenyző          | Csapat/Motor    | Körök | Idő/Kiesés oka                                          | Rajthely | Pontszám |
| ------- | -- | ------------------ | --------------- | ----- | ------------------------------------------------------- | -------- | -------- |
| 1       | 7  | John Watson        | McLaren-Ford    | 70    | 1:35:41,995                                             | 10       | 9        |
| 2       | 6  | Keke Rosberg       | Williams-Ford   | 70    | + 7,268                                                 | 3        | 6        |
| 3       | 25 | Eddie Cheever      | Ligier-Matra    | 69    | + 1 kör                                                 | 14       | 4        |
| 4       | 11 | Elio de Angelis    | Lotus-Ford      | 68    | + 2 kör                                                 | 11       | 3        |
| 5       | 1  | Nelson Piquet      | Brabham-BMW     | 67    | + 3 kör                                                 | 8        | 2        |
| 6       | 20 | Chico Serra        | Fittipaldi-Ford | 67    | + 3 kör                                                 | 23       | 1        |
| 7       | 29 | Marc Surer         | Arrows-Ford     | 66    | + 4 kör                                                 | 22       |          |
| 8       | 18 | Raul Boesel        | March-Ford      | 66    | + 4 kör                                                 | 24       |          |
| 9       | 26 | Jacques Laffite    | Ligier-Matra    | 66    | + 4 kör                                                 | 17       |          |
| Kizárva | 8  | Niki Lauda         | McLaren-Ford    | 70    | Kizárva                                                 | 4        |          |
| Kiesett | 5  | Derek Daly         | Williams-Ford   | 60    | Kicsúszás                                               | 13       |          |
| Kiesett | 17 | Jochen Mass        | March-Ford      | 60    | Motorhiba                                               | 25       |          |
| Kiesett | 15 | Alain Prost        | Renault         | 59    | Kicsúszás                                               | 1        |          |
| Kiesett | 2  | Riccardo Patrese   | Brabham-BMW     | 52    | Kicsúszás                                               | 9        |          |
| Kiesett | 30 | Mauro Baldi        | Arrows-Ford     | 51    | Karburátor                                              | 26       |          |
| Kiesett | 31 | Jean-Pierre Jarier | Osella-Ford     | 37    | Szárnytörés                                             | 14       |          |
| Kiesett | 22 | Andrea de Cesaris  | Alfa Romeo      | 34    | Váltó                                                   | 6        |          |
| Kiesett | 4  | Brian Henton       | Tyrrell-Ford    | 33    | Motorhiba                                               | 20       |          |
| Kiesett | 3  | Michele Alboreto   | Tyrrell-Ford    | 29    | Motorhiba                                               | 5        |          |
| Kiesett | 35 | Derek Warwick      | Toleman-Hart    | 29    | Erőátvitel                                              | 19       |          |
| Kiesett | 36 | Teo Fabi           | Toleman-Hart    | 13    | Fékek                                                   | 21       |          |
| Kiesett | 12 | Nigel Mansell      | Lotus-Ford      | 9     | Kuplung                                                 | 7        |          |
| Kiesett | 16 | René Arnoux        | Renault         | 7     | Turbo                                                   | 2        |          |
| Kiesett | 9  | Manfred Winkelhock | ATS-Ford        | 0     | Kuplung                                                 | 12       |          |
| Kiesett | 23 | Bruno Giacomelli   | Alfa Romeo      | 0     | Ütközés                                                 | 15       |          |
| Kiesett | 10 | Eliseo Salazar     | ATS-Ford        | 0     | Ütközés                                                 | 18       |          |
| VI      | 28 | Didier Pironi      | Ferrari         |       | Ferrari visszalépett Villeneuve végzetes balesete után. |          |          |
| NI      | 27 | Gilles Villeneuve  | Ferrari         |       | Végzetes baleset a kvalifikáció alatt.                  |          |          |
| NK      | 14 | Roberto Guerrero   | Ensign-Ford     |       |                                                         |          |          |
| NK      | 33 | Jan Lammers        | Theodore-Ford   |       |                                                         |          |          |
| NeK     | 32 | Riccardo Paletti   | Osella-Ford     |       |                                                         |          |          |
| NeK     | 19 | Emilio de Villota  | March-Ford      |       |                                                         |          |          |

## A világbajnokság élmezőnyének állása a verseny után
| H  | Versenyzők       | Pont | H  | Konstruktőrök | Pont |
| -- | ---------------- | ---- | -- | ------------- | ---- |
| 1. | Alain Prost      | 18   | 1. | McLaren-Ford  | 29   |
| 2. | John Watson      | 17   | 2. | Renault       | 22   |
| 3. | Keke Rosberg     | 14   | 3. | Williams-Ford | 20   |
| 4. | Niki Lauda       | 12   | 4. | Ferrari       | 16   |
| 5. | Michele Alboreto | 10   | 5. | Tyrrell-Ford  | 10   |
| 6. | Didier Pironi    | 10   | 6. | Lotus-Ford    | 9    |

## Statisztikák
Vezető helyen:
- René Arnoux: 6 (1-6)
- Keke Rosberg: 63 (7-69)
- John Watson: 1 (70)

John Watson 3. győzelme, 4. leggyorsabb köre, Alain Prost 4. pole-pozíciója.
- McLaren 27. győzelme.